# Ally Walker
Ally Walker, född 25 augusti 1961 i Tullahoma, Tennessee, är en amerikansk skådespelare, producent, regissör och manusförfattare.

## Biografi
Walker utbildade sig egentligen till medicinsk forskare men upptäckte ett intresse för att uppträda under en vistelse i England på Richmond College of Arts i London. 
Hon är sedan 1997 gift med John Landgraf med vilken hon har tre barn.

## Filmografi i urval
- 1988 – Santa Barbara (TV-serie)
- 1990 – Matlock (TV-serie)
- 1991 – Perry Mason (TV-serie)
- 1992 – Singles
- 1993 – Miami Blues (TV-serie)
- 1995 – Medan du sov
- 1996 – Bed of Roses
- 1996–1999 – Profiler (TV-serie)
- 2006 – Cityakuten (TV-serie)
- 2006 – The Shield (TV-serie)
- 2008 – Boston Legal (TV-serie)
- 2008–2010 – Sons of Anarchy (TV-serie)
- 2009 – CSI: Crime Scene Investigation (TV-serie)